# Mistrzostwa Świata w Piłce Nożnej 2014 (eliminacje strefy OFC)/Grupa 1

## Tabela
| Lp. | Drużyna            | M | Mecze | Mecze | Mecze | Bramki | Bramki | Bramki | Pkt |
| Lp. | Drużyna            | M | W     | R     | P     | +      | −      | +/−    | Pkt |
| --- | ------------------ | - | ----- | ----- | ----- | ------ | ------ | ------ | --- |
| 1.  | Samoa              | 3 | 2     | 1     | 0     | 5      | 3      | +2     | 7   |
| 2.  | Tonga              | 3 | 1     | 1     | 1     | 4      | 4      | 0      | 4   |
| 3.  | Samoa Amerykańskie | 3 | 1     | 1     | 1     | 3      | 3      | 0      | 4   |
| 4.  | Wyspy Cooka        | 3 | 0     | 1     | 2     | 4      | 6      | −2     | 1   |

Czas: CET

## Mecze
| 22 listopada 2011 02:00 | Samoa Amerykańskie · Ott 44' · Luani 74' | 2:1(1:0) | Tonga · 87' Feao | Toleafoa J.S. Blatter Complex, Apia Sędzia: Andrew Achari |
|                         |                                          |          |                  |                                                           |

| 22 listopada 2011 04:30 | Wyspy Cooka · Best 36', 85' | 2:3(1:2) | Samoa · 20', 37' Gosche · 90+2' Bell | Toleafoa J.S. Blatter Complex, Apia Sędzia: Peter O'Leary |
|                         |                             |          |                                      |                                                           |

| 24 listopada 2011 02:00 | Samoa Amerykańskie · Luani 24' | 1:1(1:0) | Wyspy Cooka · 62' (sam.) Luvu | Toleafoa J.S. Blatter Complex, Apia Sędzia: Bruce George |
|                         |                                |          |                               |                                                          |

| 24 listopada 2011 04:30 | Samoa · Easthope 44' (k) | 1:1(1:0) | Tonga · 82' Taufahema | Toleafoa J.S. Blatter Complex, Apia Sędzia: Andrew Achari |
|                         |                          |          |                       |                                                           |

| 26 listopada 2011 01:00 | Samoa · Malo 90' | 1:0(0:0) | Samoa Amerykańskie | Toleafoa J.S. Blatter Complex, Apia Sędzia: Peter O'Leary |
|                         |                  |          |                    |                                                           |

| 26 listopada 2011 03:30 | Tonga · Maamaaloa 27' · Falatau 90+1' | 2:1(1:1) | Wyspy Cooka · 35' Harmon | Toleafoa J.S. Blatter Complex, Apia Sędzia: Isidore Assiene-Ambassa |
|                         |                                       |          |                          |                                                                     |